# Schron amunicyjny „Prokocim”
Schron amunicyjny „Prokocim” – został zbudowany w latach 1914–1915.
Obecnie znajduje się koło ul. Wielickiej w Krakowie (na zachód od Tesco).
Obiekt jest bardzo zdewastowany i zaśmiecony, popada w ruinę.